# Coca-Cola Light Sango
La Coca-Cola Light Sango è una varietà della Coca-Cola Light (Diet Coke) al sapore di arance rosse, prodotta dalla Coca-Cola Company, disponibile in Belgio (e in seguito in Francia e Lussemburgo) dalla metà del 2006. È la prima varietà di Coca-Cola ad essere sviluppata al di fuori dai quartieri generali della compagnia ad Atlanta, cosa dovuta principalmente alla reputazione del Belgio come il più grande consumatore di prodotti Coca-Cola Light pro capite. La produzione della Coca-Cola Sango è anche dovuta in parte, al successo in Europa di precedenti varianti al gusto di limone della Coca-Cola Light.
Il nome Sango è basato su sang, la parola francese per sangue, in riferimento al sapore di arancia rossa